# Barrage de Carillon
Pour les articles homonymes, voir Carillon (homonymie).
Ne pas confondre avec la centrale de Carillon située au Québec.
 (octobre 2012).
Si vous disposez d'ouvrages ou d'articles de référence ou si vous connaissez des sites web de qualité traitant du thème abordé ici, merci de compléter l'article en donnant les références utiles à sa vérifiabilité et en les liant à la section « Notes et références ».
Le barrage de Carillon est le dernier ouvrage de retenue sur la Boutonne situé à 800 m avant sa confluence avec le fleuve Charente.

## Localisation
Il est situé sur le territoire de la commune de Cabariot au Sud-Est du "hameau du Fléau", dans le département de la Charente-Maritime, en France.

## Histoire
Lors de la crue de Décembre 1982, le barrage fut submergé par un plan d'eau provoqué par le niveau de la crue, et seules les superstructures métalliques étaient visibles. Une marque de repère de crue est située sur une superstructure métallique de l'ouvrage sur le côté accès chemin de desserte de l'ancienne maison du gardien. 

## Caractéristiques
La hauteur de sa retenue d'eau est de 2,50 m env. à marée basse grâce à 3 vannes mobiles commandées automatiquement. Le niveau de  certaines marées remontant la Charente viennent jusqu'au pied de sa partie aval (Voir photo).